# Rudolf Stejskal
Rudolf Stejskal (29. května 1904, České Budějovice – 20. května 1951, České Budějovice) byl český lékař, hudební a divadelní kritik, básník, redaktor a amatérský hudebník. Spolu se svým bratrem Josefem Stejskalem patřil k spoluzakladatelům českobudějovického avantgardního uměleckého sdružení Linie.

## Život
Po studiu lékařské fakulty se vrátil do Českých Budějovic. Byl spoluzakladatelem a jedním z hlavních organizátorů českobudějovické avantgardní skupiny Linie a členem redakčního kruhu časopisu Linie. Koncem roku 1935 se stal odpovědným redaktorem časopisu po Josefu Bartuškovi, v posledním ročníku vydaném roku 1938 ho na místě šéfredaktora vystřídal Jiří Linhart. Za druhé světové války byl stejně jako jeho bratr Josef zatčen gestapem a až do konce války vězněn v koncentračním táboře Buchenwald.

## Dílo
Byl jedním z nejaktivnějších členů redakce časopisu Linie. Během šesti ročníků napsal do časopisu 130 článků, většinou fundované recenze koncertů a divadelních představení. Dělal také rozhovory s hudebníky a skladateli, zabýval se teorií kritiky a reklamy. Roku 1936 vydal knihu epigramů Pro domo nostra v netradičním kapesním formátu a na ručním papíru, kterou věnoval přátelům ze skupiny Linie. Jeho epigramy později vyšly v antologii české poezie Kupte si štěstí v bazaru (1983).